# Steven Canals
Steven Canals (New York, 14 settembre 1980) è uno sceneggiatore, produttore televisivo e regista statunitense noto principalmente come co-creatore e produttore esecutivo della serie FX Pose.

## Biografia

### Primi anni
Steven Canals è nato a New York, in una famiglia di origine afroamericana e portoricana, crescendo nelle case popolari di Castle Hill, Bronx, ed iniziando ad interessarsi a regia e scenegguiatura presso il programma di doposcuola del Youth Ministries for Peace and Justice. Realizzando il suo primo documentario sulla violenza delle gang a soli 15 anni assieme ad altri compagni di classe.
Canals si è laureato in cinema presso la Binghamton University nel 2005 e vi ha successivamente conseguito un master in affari studentechi nel 2008. Nel 2015 ha invece ottenuto il MFA in sceneggiatura alla UCLA School of Theater, Film and Television.

### Carriera
Prima di intraprendere la carriera nell'intrattenimento, Canals ha lavorato part-time nell'amministrazione universitaria come coordinatore delle risorse LGBT presso la SUNY-Cortland in parallelo al completamento del suo master, divenendo anche direttore della residenza universitaria di Shea Hall e consulente dell'alleanza gay-etero universitaria per sei anni. Nel 2011 l'Allegheny College l'ha inoltre nominato direttore associato per le iniziative di genere e orientamento sessuale.
Nel 2016 Canals è stato assunto nello staff di sceneggiatori della serie Freeform Dead of Summer e, nello stesso anno, ha presentato in anteprima il cortometraggio Afuera al Los Angeles Film Festival.
Canals ha ideato la sceneggiatura dell'episodio pilota di Pose nel 2014 mentre studiava alla UCLA ispirandosi a Paris Is Burning, tuttavia ha trovato difficile sviluppare il progetto in quanto i dirigenti del settore hanno ritenuto che l'argomento sulle persone di colore LGBT e sulla ball culture fosse "troppo di nicchia", finché nel 2016 Ryan Murphy, co-creatore di Glee e American Horror Story, e il suo socio Brad Falchuk sono diventati suoi co-produttori portando allo sviluppo della serie, andata in onda dal 3 giugno 2018 su FX, divenuta celebre per avere il più grande cast transgender della storia della televisione.
Nel 2018 Canals è inoltre stato nominato tra gli "sceneggiatori da tenere d'occhio" da Variety e, due anni dopo, ha firmato un contratto di esclusiva con la 20th Century Fox Television.

## Vita privata
Canals è apertamente queer.

## Filmografia
- Saving Jane - cortometraggio (2014)
- Afuera - cortometraggio (2016)
- Dead of Summer - serie TV, episodio 1x08 (2016)
- Pose - serie TV, 26 episodi (2018-in corso)
- Love, Victor - serie TV, episodio 3x03 (2022)
- Class of '09 - serie TV, 2 episodi (2023)
- Neon - serie TV, 2 episodi (2023)
- American Sports Story - serie TV, 2 episodi (2024)
- The Sex Lives of College Girls - serie TV, episodio 3x06 (2024)[13]